# Иван Васков
Иван Николов Васков е български просветен деец от Македония.

## Биография
Иван Васков е роден в 1872 година във Велес, тогава в Османската империя. Брат е на Йордан, Панчо и Петър Васкови. Завършва в 1890 година с петия випуск Солунската българска мъжка гимназия. Завършва Софийския университет и от 1893 година година започва работа като учител в гимназията.
От 1908 до 1910 година преподава в Солунската българска девическа гимназия.
Между 1908 и 1912 година е председател на дружество „Солунски юнак“.
При избухването на Балканската война в 1912 година е доброволец в Македоно-одринското опълчение и служи в нестроева рота на 2 скопска дружина.
Към 1933 година пише във вестник „Тракия“.